# HD 34266
HD 34266，又名CD-36 2127，SAO 195683、HR 1721，是一颗恒星，视星等为5.76，位于銀經239.65，銀緯-34.3，其B1900.0坐标为赤經5h 10m 56.5s，赤緯-36° -34.3′ 29″。